# 188-ма артилерійська бригада великої потужності (Україна)
188-ма артилерійська бригада великої потужності (188 АБрВП, в/ч А3940, в/ч 48313) — формування артилерійських військ Збройних сил України. Існувало до 2004 року.
Бригада мала на озброєнні важкі самохідні артилерійські установки 2С7 «Піон» калібру 203 мм.

## Історія
Оснащені 24 203-мм гарматами та 24 240-мм мінометами.
Від 1980 мала 24 203-мм 2С7 «Піон» та 24 240-мм 2С4 «Тюльпан».
Від 1989 року 48 2С7 «Піон».
У 1990 році бригада ввійшла до складу 66-го артилерійського корпусу, новоствореного як експеримент у Прикарпатському військовому окрузі.
Від 1992 року перейшла під юрисдикцію України.
Після розформування корпусу входила до складу 26-ї артилерійської дивізії ЗахОК. Єдина бригада, що була розташована на Житомирщині за межами регіону дислокації частин дивізії до 1997 року вийшла з її складу. Станом на 2001 рік знаходилась в підпорядкуванні 8-го армійського корпусу Північного ОК.

## Оснащення
Оснащення на 19.11.90 (за умовами УЗЗСЄ):
- 48 2С7 «Піон» та 1 ПРП-4